# کوواریانس

علامت کوواریانس دو متغیر تصادفی X و Y

کوواریانس یا هم‌وَردایی (به انگلیسی: Covariance)، در آمار و نظریه احتمالات یک مقیاس برای اندازه‌گیری «تغییر توأم» دو متغیر تصادفی است. کوواریانس موقعی مثبت است که مقادیر بزرگتر یک متغیر به صورت عمده با مقادیر بزرگتر متغیر دیگر متناظر باشد، و همین تناظر برای مقادیر کوچکتر هم برقرار باشد (یعنی متغیرها تمایل به رفتار مشابه داشته باشند). در حالت مقابل، موقعی که مقادیر بزرگتر یک متغیر به صورت عمده با مقادیر کوچکتر دیگری متناظر باشد (یعنی متغیرها گرایش به رفتار معکوس داشته باشند) کوواریانس منفی است. از این رو علامت کوواریانس نشان‌دهنده نوع گرایش در رابطه خطی بین متغیرها است. تفسیر کردن اندازه کوواریانس ساده نیست زیرا کوواریانس نرمال‌سازی نشده‌است، و از این رو بستگی به اندازه متغیرها دارد. نسخه نرمال‌سازی‌شده کوواریانس، ضریب همبستگی نام دارد، و اندازه این ضریب قدرت رابطه خطی را نشان می‌دهد.
باید بین این موارد تمایز قایل شد: (۱) کوواریانس دو متغیر تصادفی که یک پارامتر جمعیت است و می‌توان آن را به صورت یک ویژگی از توزیع احتمال توأم دید، (۲) کوواریانس نمونه که علاوه بر کاربردی که در توصیف‌کردن نمونه دارد برای مقدار تخمینی پارامتر جمعیت هم از آن استفاده می‌شود.
کوواریانس اندازه تغییرات هماهنگ دو متغیر تصادفی است. (اگر دو متغیر یکی باشند، کوواریانس برابر واریانس خواهد شد). برای متغیرهای تصادفی X و Y که امید ریاضی آنها {\displaystyle \scriptstyle E(X)=\mu \,} و {\displaystyle \scriptstyle E(Y)=\nu \,} هستند، کوواریانس به صورت زیر تعریف می‌شود:
{\displaystyle \operatorname {Cov} (X,Y)=\operatorname {E} {{\big [}(X-\operatorname {E} [X])(Y-\operatorname {E} [Y]){\big ]}}=\operatorname {E} ((X-\mu )(Y-\nu ))\,}
چنان‌که دو متغیر تصادفی مستقل باشند، کوواریانس آنها صفر خواهد بود.

## واژه‌شناسی
فرهنگستان زبان فارسی، وَردیدن از ریشه باستانی وَرت (وَرتیدن: ریخت باستانی فعل "گردیدن")، را به‌جای فعل to vary برگزیده است و از آن، مشتقات وردایی (variance)،وردش (variation)، وردا (variant)، هم‌وردا (covariant)، هم وردایی (covariannce)، ناوردا (invariant)، ناوردایی (invariance)، پادوردا (contravariance) را برساخته است.

## مفهوم

بیان ریاضی مقدار همپراکنش دو تابع تصادفی: مجموع حجم زیر مربع‌های سرخ منهای مربع‌های آبی

همپراکنش با همبستگی رابطه دارد؛ چون ضریب همبستگی همان هنجارشده همپراکنش است؛ مثلاً اگر همپراکنش دو تابع صفر باشد، یعنی همبستگی آنها صفر است و این یعنی کلا از هم مستقل هستند. برعکس؛ بالا بودن مقدار همپراکنش چه به صورت منفی و چه به صورت مثبت، مبین آن است که این دو تابع به نوعی به هم وابسته اند. بیشترین مقدار همپراکنش زمانی است که یک تابع خطی بین آن دو تابع قابل تعریف باشد. در این صورت یک متغیر را می‌توان تابع متغیر دیگر دانست و به جای این که مقادیر آن دو را حفظ کرد، می‌توان مقادیر یکی به علاوه رابطه آنها را در نظر آورد؛ مثلاً اگر دسته اول جدول یک، درجه حرارت اجاق در ساعات مختلف یک روز بر حسب فارنهایت باشد و دسته دوم اعداد دیگری از این اجاق داشته باشیم و بین این دو دسته یک رابطه خطی به صورت دسته اول منهای سی و دو و کلا ضربدر هجده دهم باشد، خوب! دسته دوم همان دسته اول است منتها بر حسب سیلیسیوس است و نیازی به حفظ آن نیست!

## خواص کوواریانس
اگر {\displaystyle X,Y,W,V} متغیرهای تصادفی با مقادیر حقیقی باشند و {\displaystyle a,b,c,d} اعداد ثابت غیر تصادفی باشند، آنگاه روابط زیر در مورد کوواریانس برقرار است:
{\displaystyle \operatorname {Cov} (X,a)=0\,}
{\displaystyle \operatorname {Cov} (X,X)=\operatorname {Var} (X)\,}
{\displaystyle \operatorname {Cov} (X,Y)=\operatorname {Cov} (Y,X)\,}
{\displaystyle \operatorname {Cov} (aX,bY)=ab\,\operatorname {Cov} (X,Y)\,}
{\displaystyle \operatorname {Cov} (X+a,Y+b)=\operatorname {Cov} (X,Y)\,}
{\displaystyle \operatorname {Cov} (aX+bY,cW+dV)=ac\,\operatorname {Cov} (X,W)+ad\,\operatorname {Cov} (X,V)+bc\,\operatorname {Cov} (Y,W)+bd\,\operatorname {Cov} (Y,V)\,}
می‌توانیم با استفاده از تعریف کوواریانس رابطه‌ای برای محاسبهٔ آن پیدا کنیم
{\displaystyle \operatorname {Cov} (X,Y)=\operatorname {E} \left((X-\operatorname {E} (X))\cdot (Y-\operatorname {E} (Y))\right)=\operatorname {E} (X\cdot Y)-\operatorname {E} (X)\cdot \operatorname {E} (Y)}
اگر {\displaystyle X_{1},\ldots ,X_{n}} متغیرهای تصادفی و {\displaystyle a_{1},\ldots ,a_{n}}  اعدادی ثابت باشند آنگاه:
{\displaystyle \sigma ^{2}\left(\sum _{i=1}^{n}a_{i}X_{i}\right)=\sum _{i=1}^{n}a_{i}^{2}\sigma ^{2}(X_{i})+2\sum _{i,j\,:\,i<j}a_{i}a_{j}\operatorname {cov} (X_{i},X_{j})=\sum _{i,j}{a_{i}a_{j}\operatorname {cov} (X_{i},X_{j})}}

## ناهمبستگی و استقلال
اگر کوواریانس دو متغیر تصادف صفر باشد آن دو متغیر ناهمبسته نامیده می‌شوند.
اگر دو متغیر تصادفی {\displaystyle X,Y} مستقل باشند آنگاه کوواریانس آنها صفر است. این موضوع را می‌توان به این صورت نتیجه گرفت که چون {\displaystyle \operatorname {E} (X\cdot Y)=E(X)\cdot E(Y)} پس{\displaystyle \operatorname {Cov} (X,Y)=0\,}. عکس این موضوع صحیح نیست، به این معنا که ممکن است کوواریانس دو متغیر تصادفی صفر باشد ({\displaystyle \operatorname {Cov} (X,Y)=0\,}) ولی الزاماً آن دو متغیر تصادفی مستقل از هم نباشند.

## ماتریس کوواریانس
اگر {\displaystyle X} را  {\displaystyle n\times 1} و {\displaystyle Y} را {\displaystyle m\times 1} در نظر بگیریم آنگاه
{\displaystyle \operatorname {K} _{\mathbf {X} \mathbf {Y} }=\operatorname {cov} (\mathbf {X} ,\mathbf {Y} )=\operatorname {E} \left[(\mathbf {X} -\operatorname {E} [\mathbf {X} ])(\mathbf {Y} -\operatorname {E} [\mathbf {Y} ])^{\mathrm {T} }\right]=\operatorname {E} \left[\mathbf {X} \mathbf {Y} ^{\mathrm {T} }\right]-\operatorname {E} [\mathbf {X} ]\operatorname {E} [\mathbf {Y} ]^{\mathrm {T} }}

در اینجا عضو {\displaystyle i,j} ماتریس برابرِ هم وردای {\displaystyle i}امین عضو {\displaystyle X} و {\displaystyle j}امین عضو {\displaystyle Y} است، به زبان ریاضی {\displaystyle {\mbox{cov}}(\mathbf {X} ,\mathbf {Y} )_{i,j}={\mbox{cov}}(\mathbf {X} _{i},\mathbf {Y} _{j})}.